# Municipio de West Perry
El municipio de West Perry (en inglés: West Perry Township) es un municipio ubicado en el condado de Snyder en el estado estadounidense de Pensilvania. En el año 2000 tenía una población de 1.038 habitantes y una densidad poblacional de 15 personas por km².

## Geografía
El municipio de West Perry se encuentra ubicado en las coordenadas 40°43′00″N 77°04′59″O / 40.71667, -77.08306.

## Demografía
Según la Oficina del Censo en 2000 los ingresos medios por hogar en la localidad eran de $35,521 y los ingresos medios por familia eran $41,417. Los hombres tenían unos ingresos medios de $30,117 frente a los $22,250 para las mujeres. La renta per cápita para la localidad era de $15,288. Alrededor del 4,7% de la población estaban por debajo del umbral de pobreza.